# Sturmwehr
Sturmwehr ist eine Rechtsrock-Band aus Gelsenkirchen, welche zwischen 1993/94 von Jens Brucherseifer und Rony Krämer gegründet wurde. Die Band ist eine der ältesten und bekanntesten Gruppen der Rechtsrock-Szene. Sturmwehr veröffentlichte bis heute etwa 30 Studioalben sowie diverse Best-Of-CDs. Außerdem ist sie auf der Werbe-CD der NPD Schnauze voll? Wahltag ist Zahltag! (2004) mit einem Lied vertreten.
Die politische Ausrichtung tendiert zwischen nationalistisch und nationalsozialistisch. Bei der Band spielt musikalisch die E-Gitarre eine große Rolle, bei Balladen kommt meist die akustische Gitarre zum Zuge. Die drei Mitglieder der Band pflegen engen Kontakt zu anderen Rechtsrock-Bands und wirkten auch in anderen Projekten mit, wie zum Beispiel Rheinwacht, Koma-Kolonne, Ruhrfront oder Siegeszug.

## Weitere Projekte
Der Frontmann Jens Brucherseifer tritt mittlerweile auch solo als Liedermacher auf, wie zum Beispiel beim Pressefest der Deutschen Stimme 2003 in Meerane und veröffentlichte 2001 die CD Einigkeit und Recht und Freiheit.
Laut dem Fanzine Panzerbär soll unter anderem Jens Brucherseifer bei der rechtsextremen Band Sturm 18 sein. Die Zahl 18 steht dabei als Abkürzung für Adolf Hitler. In ihren Liedern bezeichnet sich Sturmwehr als nationalistisch, Sturm 18 ist aber offen neonazistisch.
Aus dem Umfeld der Band stammen außerdem die Projekte Dragon Lance mit Ken McLellan von Brutal Attack, Koma-Kolonne, Ruhrfront, Stuka Attacke, 14/88, Siegeszug und Walküren.
Unter anderem ist Jens Brucherseifer das einzige Mitglied seines Solo-Projektes "Heldenschwert", das dem RAC zuzuordnen ist.

## Diskografie (Auswahl)

### Demos
- Junger Soldat (Demo, 2001)

### Studioalben
- Zerschlag deine Ketten (1995)
- Musik im Zeichen des Thor (1996)
- Stimme unserer Ahnen (1996)
- Nordisches Blut (1996)
- Nordland (1996)
- Donnergott (1996)
- Bataillone des Sieges (1997)
- White Anger – Voice of Today (1997)
- Deutschland (1998)
- Bis zum Ende/Till the End (1998, indiziert am 30. September 2008[2])
- Kohle und Stahl (1999)
- Tief in meinem Herzen (2000)
- Zerschlagt den Terror (2000)
- Totaler Widerstand (2001)
- In Treue zu Dir (2001)
- Lieder von allen Fronten (2002, indiziert am 30. Juli 2005[3])
- Ewiges Deutschland (2003)
- Auf nach Walhall (2003)
- Mit festem Schritt (2003)
- Nichts ist wie es scheint (2004)
- Mahnmal der Geschichte (2005)
- Nationale Solidarität (2005)
- Verbunden durch’s Blut (2007)
- Freiheit ist alles (2008)
- S.O.S. Abendland (2009, indiziert am 31. Dezember 2009[4])
- Vermächtnis unserer Art (2010, indiziert am 29. April 2011[5])
- Unbeugsam (2010)
- Selbstmord gegen Rechts (2011)
- Akustische Impressionen – Lieder der Freiheit (2011)
- Weltenwende (2012)
- Ehre, dem Ehre gebührt (2012)
- Ehre, Stolz und Tradition (2013, indiziert am 23. Juli 2014[6])
- Heiliges Blut (2014)
- Feuertod (2015)
- Büßersyndrom (2016, indiziert am 5. Februar 2019[7])
- Volk in Ketten (2018, indiziert am 27. Oktober 2020[8])
- Europa brennt (2018, indiziert am 27. Oktober 2020[8])
- Reconquista – Das letzte Kapitel (2023, indiziert am 21. Januar 2025[9])

### Split-Veröffentlichungen
- Vergangene Zeiten (2000, Split-Album mit Rheinwacht)
- Europäischer Traum (2010, Split mit Sleipnir)
- Familie – Volk – Vaterland (2013, Split mit Überzeugungstäter, indiziert[10])
- Europäischer Traum (Teil 2) (2013, Split mit Sleipnir, indiziert[11])
- Europäischer Traum (Teil 4) (2022, Split mit Faust)

### Best-of-CDs/Wiederveröffentlichungen
- Ungebeugte Kraft, massenhaft! (1995)
- Triumphzug (1998)
- Der große Zapfenstreich (1998)
- Treue und Ehre (2000)
- Lieder von allen Fronten (2003)
- Söhne Germaniens (2004)
- Zerschlag deine Ketten (1994)
- Auf nach Walhall (2008)
- Söhne Germaniens (2009)
- Meine Kraft (2009)
- Die ersten 11 Jahre – Unsere Musik 1994-2005  (2012)
- Ehre, Stolz und Tradition  (2013, indiziert[6])

### DVD
- Ein Sturm zieht auf live (2010)

### Veröffentlichungen von Nebenprojekten
- Siegeszug Auch im Tode (1995), Argumente statt Verbot!, Kein Vergessen (Maxi-CD)
- Walküren Unter einer Fahne (1996)
- 14/88 Vergangene Zeiten (eingezogen am 4. August 1998[12], wiederveröffentlicht unter: Sturmwehr und Rheinwacht: Vergangene Zeiten ohne die beanstandeten Lieder)
- Tribute Schöne Zeit (1997)
- Dragon Lance Blood and Steel
- Dusty Saints – Road To Helldorado (2010, Cover-Songs von Hank Ray & The Raymen)
- Jens B. Einigkeit und Recht und Freiheit
- Jens B. Live in den Alpen (2011)
- Koma-Kolonne Same (später: Skinheads on the Road; indiziert am 30. Januar 2009[13])
- Koma-Kolonne Wir holen den Pokal (2006)
- Koma-Kolonne Bis der Tod uns scheidet (2006, indiziert am 30. April 2008[14])
- Koma-Kolonne Frisch gezapfte Partykracher Vol.3 (2008, indiziert[15])
- Koma-Kolonne – Sex, Bier & Rock n Roll (2011)
- Koma-Kolonne – " Ode an den Suff"   (2013)
- Ruhrfront Im Auge der Justiz (Band-Projekt des Ex-Sturmwehr-Sängers Deten)
- Ruhrfront Das Salz in euren Wunden (2008)
- Stuka Attacke Sieg oder Tod
- Sturm 18  Komm zu uns (1999, indiziert am 30. November 2002[16])
- Sturm 18  Unbelehrbar (2007, indiziert am 31. Oktober 2007[17])
- Sturm 18  Ein Mensch wie Du (2008)
- Sturm 18  Gott mit uns (2011, indiziert am 31. August 2011[18])
- Sturm 18 Von Kameraden für Kameraden (2012, Split-CD mit Oidoxie, Words of Anger und Extressiv)
- Sturm 18: Braunzonen Rocker (2014) (indiziert[10])
- Sturm 18: S.A.B.O.T.A.G.E (2019)
- Leitkultur Der Wurzeln beschnitten (2012)
- Leitkultur Heimat ist nicht nur ein Wort (2014)
- Leitkultur Sturmzeit (2016)
  - 2016: Ein Freund und Kamerad auf FreilichFrei – Acoustic Covers
- Heldenschwert Blut & Stahl (2015, indiziert[19])
- Heldenschwert Vorwärts Germania! (2017, indiziert[20])